# Обстрел Донецка (21 января 2024)
Обстрел Донецка — обстрел, произошедший 21 января 2024 года во время вторжения России на Украину. Артиллерийские снаряды ударили по рынку «Меркурий» в оккупированном Российской Федерацией городе Донецк, убив как минимум 28 человек. Россия обвинила  в нанесении удара Украину, не предоставив доказательств. Вооруженные силы Украины заявили, что украинские военные к обстрелу непричастны. По сообщению СМИ, обстрел стал самым кровопролитным для Донецка с 2014 года.

## Предыстория
В 2014 году пророссийские силы захватили власть в Донецке и с тех пор город фактически управлялся Россией. В сентябре 2022 года Россия объявила об аннексии Донецкой области и ряда других украинских регионов. В результате российская сторона представляет удары по гражданскому населению как нападение через её конституционную границу, при этом украинские власти утверждают, что ВСУ атакуют только военные цели, чтобы избежать попадания по своим гражданам на «временно оккупированных Россией территориях».
После начала полномасштабного вторжения России, по данным ООН, на Украине было убито около 10 тысяч мирных жителей. В январе 2015 года подконтрольное России формирование обстреляло остановку транспорта в Донецке, попав по троллейбусу с пассажирами, однако Россия обвинила в обстреле Украину. В октябре 2023 года в результате попадания по собранию на похоронах в Харьковской области было убито 52 человека. Украина называет российские атаки по гражданским военными преступлениями. 
В январе 2024 года Донецк находится в 20 км от линии фронта, где в районах Авдеевки и Марьинки идут ожесточённые бои. Утром 21 января российские силы обстреливали позиции ВСУ приблизительно из Будённовского или Пролетарского районов Донецка.

## Ход событий
Утром 21 января власти ДНР сообщили о массированном обстреле Донецка. Глава оккупационной администрации города Алексей Кулемзин призвал жителей Кировского района, в котором находится пострадавший рынок «Меркурий», не покидать укрытий примерно в 10:20 по московскому времени.
Спустя менее чем 15 минут Кулемзин сообщил о том, что в результате обстрела Кировского районе есть пострадавшие. По данным радио «Свобода», пострадал микрорайон «Текстильщик», где находится городской рынок «Меркурий».
По словам мэра оккупационных властей Алексея Кулемзина, погибло 28 человек, ещё 25 человек получили ранения. Глава ДНР Денис Пушилин отметил, что удар по рынку был нанесён в тот момент, когда там было много людей. По его словам, удар был нанесён украинской стороной из ствольной артиллерии с Кураховского и Красногоровского направлений.
В следующие несколько часов Кулемзин и Пушилин сообщали об увеличении числа погибших в результате удара. Сначала стало известно о восьми жертвах обстрела, затем число жертв возросло до 25. Согласно сообщениям Telegram-канала «Война Глазами Журналиста», не все 25 погибших находились в момент удара на рынке. Ещё не менее 20 человек получили ранения, включая двух детей, которые, по данным Пушилина, находятся в состоянии средней тяжести. Есть и тяжелораненые, «у многих проникающие ранения в области жизненно важных органов, травматическая ампутация конечностей». «Трое из пострадавших, к сожалению, не выжили», — уточнил Пушилин. О 25 убитых и 30 раненых также говорит телеканал CNN со ссылкой на российские источники.
По сообщению «Медузы», как минимум один человек погиб во дворе жилого дома в Кировском районе Донецка.
По информации главы ДНР Дениса Пушилина, по кварталу, где расположен рынок, был нанесён «комбинированный удар из ствольной артиллерии калибром 152 и 155 миллиметров с Кураховского и Красногоровского направлений». Как отмечает издание «Важные истории», удалённость от донецкого рынка позиций ВСУ, расположенных в подконтрольных Украине городах Красногоровке и Курахово, «соответствует дальности применения ствольной артиллерии».
Агентства Reuters и AP опубликовали фотографии, на которых изображены разбитые витрины и лежащие на улице тела.
22 января в ДНР объявлен днём траура по жертвам обстрела Донецка.

## Реакция

### Россия
По словам главы ДНР Дениса Пушилина, удар был нанесён украинской стороной из ствольной артиллерии с Кураховского и Красногоровского направлений.
Министерство иностранных дел России осудило удар как террористическую атаку, направленную против мирных людей. Ведомство назвало удар «варварским террористическим актом против мирного населения России», который спровоцировало «стремление Запада нанести РФ стратегическое поражение руками украинских марионеток». В МИД призвали «международные структуры и правительства осудить удар», а также осудили власти Украины за «отсутствие политической воли к миру и урегулированию дипломатическими методами». По версии ведомства, это делает очевидной «необходимость достижения всех целей СВО». Следственный комитет России возбудил уголовное дело.

### Украина
Сначала украинская сторона никак не прокомментировала произошедшее, а затем представители украинской группировки войск «Таврия» заявили о непричастности к этому обстрелу.

### ООН
Генеральный секретарь ООН Антониу Гутерриш заявил, что «решительно осуждает все нападения на гражданских лиц и гражданскую инфраструктуру, включая сегодняшний обстрел города Донецк на Украине».

## Оценки
По оценке СМИ,  эта атака, вероятно, стала самой кровопролитной для Донецка с 2014 года. Из сравнимых по числу жертв среди гражданского населения обстрелов издание «Важные истории» приводит ракетный удар 14 марта 2022 года.
21 января ряд западных СМИ сообщили, что не смогли независимо определить, какая из сторон нанесла удар.
Военный эксперт Павел Нарожный утверждает, что обстрел был произведен из минометов, дальность которых не позволяет ВСУ достать до Донецка, и является провокацией России для настраивания местного населения против Украины.
Российская пропаганда использует гибель гражданских в призывах к продолжению войны и захвата Украины.